# Institut Max-Planck de droit social et de politique sociale
L'Institut Max-Planck de droit social et de politique sociale (en allemand : Max-Planck-Institut für Sozialrecht und Sozialpolitik) est un institut de recherche extra-universitaire dépendant de la Société Max-Planck situé à Munich.

## Histoire
En 1976, un groupe est mis en place par la Société pour un projet de droit social comparé et international. L'"Institut Max-Planck de droit social international" voit le jour en 1980. Son fondateur et directeur jusqu'en 1990 est Hans F. Zacher, qui deviendra directeur de la Société. Bernd Baron von Maydell lui succède jusqu'en septembre 2002, suivi par Ulrich Becker.
En juillet 2001, l'institut ouvre un second département, le Munich Center for the Economics of Aging (MEA), dirigé par Axel Börsch-Supan. Depuis, l'institut œuvre sous le nom d'« Institut Max-Planck de droit social et de politique sociale ».

## Recherche
Le département de droit social étranger et international est destiné à la recherche fondamentale dans le domaine du droit social et du droit comparé. Il se concentre sur les systèmes de sécurité sociale concernant la maladie, l'âge, la dépendance, l'invalidité, le chômage et les accidents, ainsi que les systèmes de promotion sociale et d'assistance sociale. Il étudie les principales évolutions du droit social, en particulier les réformes des systèmes de sécurité sociale dans les pays développés, l'européanisation et l'internationalisation du droit social et le développement des systèmes de prestations sociales dans les pays en développement.
Le département du « Munich Center for the Economics of Aging » (MEA) traite des aspects micro et macro-économiques de l'évolution démographique, son accompagnement et son anticipation. En construisant des modèles empiriques et en tirant des prévisions, le MEA édite des recommandations politiques et économiques. Le MEA est impliqué dans de nombreux réseaux de recherche internationaux tels que SAVE (Étude sur l'épargne et la retraite en Allemagne) et SHARE ("Survey of Health, Ageing and Retirement in Europe" (Enquête sur la santé, le vieillissement et la retraite en Europe)) et combine ainsi la recherche scientifique avec des conseils stratégiques basés strictement sur la science. Le fond de ces travaux est le changement démographique progressif qui est l'un des plus importants développements sociaux dans les prochaines décennies. En plus des conséquences sociopolitiques, le changement démographique provoque un changement macroéconomique structurel profond qui aura une incidence sur tous les marchés centraux - le marché du travail, les marchés de biens et de services, ainsi que les marchés de capitaux intérieurs et internationaux. Le MEA travaille principalement sur les répercussions sur les comportements économiques intérieurs et internationaux avec le département de droit social étranger et international.
Max Planck Fellow, dirigé par Elisabeth Wacker, étudie les changements des systèmes sociaux, en particulier sur le handicap. Le programme de recherche se penche les structures, les mesures et les effets de la prévention, la réadaptation et le développement en matière de santé dans une perspective nationale et internationale. Elles sont liées respectivement aux deux thèmes transversaux "changement démographique" et "gestion de la diversité". 